# Camostat
Le Camostat est un inhibiteur de protéase à sérine. Ces dernières sont des enzymes qui ont des fonctions diverses dans l'organisme, de sorte que le camostat a diverses utilisations, notamment pour traiter certaines formes de cancer ou certains virus, ou pour prévenir les fibroses dans les maladies des reins, les hépatites ou les pancréatites,,,,. Cette molécule (nom de développement FOY-305) a été commercialisée pour la première fois au Japon sous forme de comprimés à prise orale en 1985 par la firme pharmaceutique japonaise ONO sous le nom de FOIPAN. Ce médicament (camostat mésilate, comprimé à 100 mg) est actuellement fabriqué et vendu au Japon et en Corée du Sud sous plusieurs noms commerciaux. Il possède de nombreux génériques. Ses principales indications sont les pancréatites chroniques (600 mg/j) et les reflux œsophagiens post-opératoires (300 mg/j). Mi-mars 2020, le médicament est vendu environ 60 euros les 50 comprimés pour la marque princeps et environ 31 euros les 100 comprimés pour certains génériques.
Il a été observé in vitro qu'il réduirait significativement l'infection de cellules Calu-3 par le SARS-CoV-2.